# Chico García
Chico García (Malaga, 29 luglio 1982) è un attore spagnolo.

## Biografia e carriera
Nel 2005 García consegue l'abilitazione all'insegnamento in educazione musicale.  All'età di 23 anni, senza alcuna esperienza pregressa, decide di intraprendere gli studi di recitazione iscrivendosi alla Scuola superiore di arte drammatica di Malaga. Dopo la laurea nel 2009 inizia la sua carriera come attore teatrale nella compagnia InduoTeatro Producciones di cui è cofondatore, assistente alla regia, produttore, sceneggiatore e interprete. Nel 2014 si aggiudica il premio come migliore attore in Ars amatoria al Festival de Teatro Villa de Carrizo.
A partire dal 2014 raggiunge la popolarità televisiva grazie al ruolo di Severo Santacruz nella soap opera Il segreto.

## Filmografia parziale

### Cinema
- El Niño, regia di Daniel Monzón (2014)
- 321 días en Michigan, regia di Enrique García (2014)
- Al óleo, regia di Pablo Lavado (2019)

### Televisione
- Il tempo del coraggio e dell'amore – 1 episodio - serie TV, (2011)
- Il segreto - serie TV, (2014–2019)
- La promessa - serie TV, (2023-in corso)

### Teatro
- La sombra del Tenorio (2009)
- Medea (2011)
- Yo Edipo (2011)
- Fedra (2012)
- No hay burlas con Calderón (2013)
- Ars Amandi (2014)
- Prometeo (2014)

## Doppiatori italiani
Nelle versioni in italiano nelle opere in cui ha recitato, Chico García è stato doppiato da:
- Fabrizio Dolce in Il segreto[5]
- Marco Benvenuto in La promessa